# عمار الصفار
عمار الصفار (مواليد 1956) هو وكيل وزير الصحة العراقي منذ عام 2003 حتى اختطافه واحتمال وفاته في 19 تشرين الثاني/ نوفمبر 2006.

## حياة مهنية
منذ عام 2003، عمل الصفار، وهو شيعي وعضو في حزب الدعوة الإسلامي، نائباً لوزير الصحة العراقي في عهد رئيس الوزراء نوري المالكي، وقد اشتهر بانتقاده العلني للرئيس السابق صدام حسين. وفي عام 2004 تحدث لقناة الجزيرة عن الأدوية التي نهبت من وزارة الصحة، وعن نقاط الضعف في مراقبة الجودة في ظل إدارة صدام حسين السابقة.
وذكر ابنه، الذي كتب في مجلة فورين بوليسي عام 2010، أن الصفار كان على وشك الكشف عن أدلة على قيام احد زملائه ونائب الوزير حاكم الزاملي بتحويل الأموال المخصصة للصحة نحو الميليشيات المسلحة.

### محاولات اغتيال واختطاف
وكانت هناك محاولات لاغتيال الصفار في يونيو/حزيران 2004. وفي 19 نوفمبر/تشرين الثاني 2006، اختطف من منزله في الأعظمية ببغداد، تحت تهديد السلاح، على يد رجال يرتدون زي الجيش العراقي. وكان يبلغ من العمر 50 عامًا وقت الاختطاف.
وفي فبراير/شباط 2007، قبض على حاكم الزاملي واللواء حامد الشمري للاشتباه في قيامهما بعملية اختطاف الصفار وغيرها. ومع ذلك، اسقطت التهم في مارس 2008. واعتبارًا من 2008 ولا يزال الصفار مفقودًا. وقال علي، نجل الصفار، إن شريطاً أُرسل إلى عائلته يظهر شخصاً مقنعاً، يُدعى الصفار، أطلق النار عليه، ولكن لم تسلم أي جثة على الإطلاق. وأعلن وفاة الصفار في وقت لاحق في المملكة المتحدة، حيث تعيش زوجته.

## الحياة الشخصية
أمضى الصفار 16 عامًا في المنفى في المملكة المتحدة حتى عاد إلى وطنه بعد غزو العراق عام 2003. ابنه علي، يعيش في لندن، إنجلترا.

## ما بعد الموت
بحلول عام 2013، اعتبرته عائلته متوفياً.

## أنظر أيضا
- علي الشمري